# José Arcadio de Ortega
José Arcadio de Ortega (Añover de Tajo, Toledo, 1703-Madrid, 1761) fue un farmacéutico o boticario, pionero de las tertulias científicas del siglo XVIII, y uno de los fundadores de la Real Academia Médica Matritense, que dio lugar a la Real Academia Nacional de Medicina de España.

## Biografía
La vida de José Ortega (que firmaba indistintamente "Hortega" y "Ortega") es la de un personaje ilustrado, protector de las ciencias y amante de la cultura. Propietario de la botica de su pueblo, Añover de Tajo, en 1728 viajó a Madrid para regentar la farmacia de María Aztina, Viuda de Don Luis Llorente, en la calle Montera. Tras casarse con ella tres años después, compró el edificio de la botica y la convirtió en una de las más afamadas e influyentes del reino, al establecer en ella una tertulia científica, una biblioteca y un laboratorio.

Siguiendo las pautas culturales hispánicas, se las arregló para regentar ambas farmacias, pese a las prohibiciones legales al respecto, mediante una falsa cesión de la botica de Añover. Entretano convirtió la Farmacia de la calle Montera en un auténtico centro cultural donde se reunían cada tarde los sabios de la época: médicos, farmacéuticos, cirujanos y botánicos, para charlar y debatir sobre los temas de salud.

La Farmacia de la calle Montera 19, donde se conseguían los medicamentos más modernos que eran guardados en albarelos de cerámica talaverana y en hermosas jarras vidriadas de Génova, contaba con un sótano, la botica o despacho cara al público, la rebotica (donde se celebraba la tertulia), un laboratorio químico y una excelente biblioteca que reunía volúmenes de Farmacia, Química, Botánica, Literatura e Historia; además contaba con dos pisos en altura, donde vivía la familia.
La rebotica en la que se celebraban las tertulias de cada tarde reunía a personajes ilustres de la época como José Carralón, médico del Duque de Solferino y Juan Andrés Besterrechea, Cirujano de Cámara. Dada la trascendencia de los temas, la tertulia adquirió carácter oficial convirtiéndose el 12 de julio de 1733 en la “Tertulia Literario-Médico-Chirúrgica-Pharmaceutica”, cuyos estatutos fueron aprobados por el rey Felipe V el 13 de septiembre de 1734, siendo el primer director José Cervi.
La tertulia, que se desarrollaría durante más de un siglo, se convertiría poco después en la "Real Academia Médica Matritense", que fue el germen de la Real Academia Nacional de Medicina.
José Ortega en 1738 fue elegido Boticario Mayor de los Ejércitos y participó en la publicación de la Farmacopea Matritense (Madrid, 1739), la primera de ámbito nacional, que orientaba a los médicos a la hora de recetar y a los farmacéuticos sobre los preparados y farmacología.

## Real Academia Médica Matritense
La Real Academia Médica Matritense, de la que fue Secretario Perpetuo, le encomendó tres misiones: la enseñanza de la Botánica; la redacción de una Historia Natural y Médica y la fundación de una Real Academia de Ciencias. Casi pudo cumplir los tres cometidos: comenzó a enseñar Botánica en octubre de 1737 con el método del abate francés Tournefort, y a partir de 1755, y en el Real Jardín Botánico seguirían su labor otros médicos, cirujanos y farmacéuticos; entre ellos, su sobrino Casimiro Gómez Ortega (al que financió los estudios) y el catalán Antonio Palau; ambos fueron los introductores del método Linneo en España.
Respecto a la redacción de una Historia Natural, no consiguió su propósito. En 1775, el irlandés Guillermo Bowles publicó en Madrid la Introducción a la Historia Natural y Geografía Física de España. En cuanto a la Academia de Ciencias, habría que esperar al reinado de Carlos III que la creó en el actual edificio donde se ubica el Museo del Prado, siendo Fernando VII quien lo destinó a pinacoteca de la real colección de pintura.
Ortega también fue uno de los impulsores para la creación del Real Jardín Botánico madrileño y protegió a un discípulo de Linneo, Pehr Löfling. 
José Arcadio de Ortega falleció en Madrid en 1761.